# Едуард (граф Савойський)
Едуард I Ліберал (італ. Edoardo il Liberale; нар. 1284 — пом. 4 листопада 1329) — граф Савойський в 1323—1329 роках.

## Життєпис
Походив з Савойського дому. Другий син Амадея V, графа Савойського, та Сибілли де Боже. Народився 1284 року в м. Боже. Того ж року помер його старший брат Жан. Оженився з представницею Бургундського дому. 1304 року з загоном брав участь у поході французького війська на придушення повстання у Фландрії. 1307 року Едуарда оголошено було єдиним спадкоємцем Савойських володінь.
У 1310—1313, 1315 і 1316 роках керував Савойським графством за відсутності батька, набувши державницького досвіду. 1323 року після смерті батька успадкував графство Савойське. 1324 року поновилася війна з дофіном Гігом VIII, але у битві біля Вару савойське військо зазнало поразки від коаліції дофіна та Амадея III, графа Женевського. В результаті Едуард I потрапив у полон, а ворог сплюндрував східну частину Савойського графства. Граф Савойський звільнився за чималий викуп.
1327 року, скориставшись повстанням мешканців Мор'єнна проти свого єпископа, Едуард I втрутився в справу, відновивши того, але натомість встановив владу над Мор'єннською єпархією. Невдовзі владнав конфлікт зі Сьйонською єпархією, затвердився принесенням взаємного оммажу. 1328 року наказав збудувати акведук до замку Шамбері. Того ж року відзначився у битві біля Касселі про фламандського війська. Надав дозвіл жидам мешкати у своїх володіннях.
1329 року підтвердив мирний договір з дофіном Гігом VIII. Того ж року долучився до підготовки хрестового походу на підтримку Візантійської імперії, але невдовзі раптово помер у Парижі. Трон успадкував його брат Аймон.

## Родина
Дружина — Бланш, донька Роберта II, герцога Бургундії
Діти:
- Джованна (1310—1344), дружина Жана III, герцога Бретані